# Pterostylis arenicola
Pterostylis arenicola är en orkidéart som beskrevs av Mark Alwin Clements och Joyce Stewart. Pterostylis arenicola ingår i släktet Pterostylis och familjen orkidéer. Inga underarter finns listade i Catalogue of Life.